# 王海 (海军)
王海（1960年12月—），男，浙江舟山人，中国人民解放军海军中将。中国共产党第十九届中央委员会候补委员。

## 生平
曾在中国人民解放军海军南海舰队航空兵部队服役，1995年4月至1998年3月任重庆号导弹驱逐舰舰长。
2012年9月25日，辽宁号航空母舰正式交接入列，任辽宁舰航母编队首任司令员。
2014年1月，接替转任北海舰队副司令员的魏钢少将任中国人民解放军海军北海舰队参谋长。
2015年7月20日前，任中国人民解放军海军副司令员，并在2015年8月举行的中俄“海上联合—2015（Ⅱ）”演习中担任联合军演中方总导演。
2016年7月，晋升海军中将军衔。
2017年1月，任中国人民解放军南部战区副司令员兼南部战区海军司令员。2017年10月，中国共产党第十九次全国代表大会上当选中国共产党第十九届中央委员会候补委员。2018年2月24日，当选为第十三届全国人大代表。